# Mika Aaltola
Mika Petteri Aaltola (* 2. května 1969, Jämsänkoski) je finský politolog, psycholog, docent společenských věd na univerzitách v Tampere a Tallinnu, ředitel Finského institutu mezinárodních vztahů (FIIA) a nezávislý kandidát na post prezidenta ve volbách 2024. 

## Biografie
Odmaturoval na střední škole v Petäjävesi, poté absolvoval bakalářské studium v oboru psychologie na Kolumbijské univerzitě v New Yorku, během studií pracoval jako barman. Původně se chtěl stát psychiatrem, nakonec se však roku 1992 vrátil do Finska, kde studoval politiku a mezinárodní vztahy na Tamperské univerzitě a v roce 1999 získal doktorát ze společenských věd.

### Kariéra
Aaltola je docentem mezinárodních vztahů na Univerzitě v Tampere. V letech 2013 až 2023 působil jako profesor na částečný úvazek na Univerzitě v Tallinnu v Estonsku. Mezi lety 2006 a 2008 byl hostujícím profesorem na University of Minnesota v Spojených státech amerických. Byl také hostujícím výzkumným pracovníkem na Univerzitě v Cambridge ve Velké Británii, na univerzitě Sciences Po v Paříži a na Univerzitě Johnse Hopkinse ve Spojených státech.
Aaltola publikoval sedm knih, z nichž mnohé se zaměřují na finskou zahraniční politiku.

### Kandidatura na prezidenta 2024
Dne 3. srpna 2023 Aaltola oznámil, že bude usilovat o prezidentskou funkci ve volbách v roce 2024. Ke dni 10. října 2023 nasbíral 25 000 nominací pro svou kandidaturu, limit požadovaný pro kandidaturu byl 20 000 podpisů.
Ačkoliv Aaltola zdůrazňuje svou neutralitu, zároveň uvedl, že v parlamentních volbách 2023 hlasoval pro Národní koalicii.

## Soukromý život
Narodil se dne 2. května 1969 v obci Jämsänkoski. Vyrůstal v obci Kintaus v Petäjävesi, kde jeho matka Sinikka Aaltola pracovala jako pedagožka na tamější škole, zatímco jeho otec Juhani Aaltola byl profesorem na Jyväskyläské univerzitě. Jeho sestrou je filozofka Elisa Aaltola.
Aaltola je ženatý. Se svou manželkou, kterou je filosofka Kirsi Hyttisen, se poprvé setkal v roce 2016 nebo 2017. 
Sňatek uzavřeli v září 2019 a v dubnu 2022 se jim narodil první potomek. Rodina žije v helsinské čtvrti Ullanlinna.
Ve věku 37 letech byl Aaltolovi ve Spojených státech operativně odstraněn nezhoubný nádor z čelní dutiny na mozku, 
bylo však poškozeno jeho pravé oko, čímž ztratil 30 procent zraku.
Aaltola se hlásí ke křesťanskému vyznání.